# Margarya yangtsunghaiensis
Margarya yangtsunghaiensis е вид коремоного от семейство Viviparidae. Видът е критично застрашен от изчезване.